# Mervat Amin
Mervat Amin (arabe : ميرفت أمين,  née le 24 novembre 1948, est une actrice égyptienne.

## Biographie
Elle est née en 1948 à Al Minya, capitale de la Moyenne-Égypte à environ 245 km au sud du Caire. Son nom complet est Mervat Mostafa Amin,. Son père est égyptien, et sa mère est écossaise. Dans les années 1970, sa mère est directrice de l'école élémentaire El Nasr d'Héliopolis, anciennement The English School. Son père, le Dr Ahmad Amin, est alors le médecin de la même institution.
Elle effectue des études supérieures à l’université, au département d'anglais de la faculté de littérature de l'Université Ain Shams qu’elle termine en 1967.
Une rencontre avec le réalisateur Amed Mazhar la conduit à interpréter un rôle dans le film Âmes perdues, sorti en 1968, puis dans un film de Salah Abou Seif, Procès 68.   Elle commence à acquérir une certaine notoriété lorsqu’elle joue avec Abdel Halim Hafez dans le  film Mon père est perché sur l’arbre. De là, elle devient l'une des actrices égyptiennes les plus célèbres des années 1970 et  1980, au cours desquelles elle joue dans de nombreux films,.
Un de ses plus beaux rôles est dans le film de Mohamed Khan, La Femme d'un homme important, en 1987: elle y interprète l'épouse d'un officier brutal de la sûreté de l'État, qui progresse rapidemant dans la hiérarchie, puis chute. Elle prête son visage tranquille à un personnage aux mouvements empreints de douceur, qui s'exprime par touches successives, de façon très intériorisée, et se réfugie dans les chansons de Oum Kalthoum. Ce film reçoit le Prix d'argent au Festival du film de Damas en 1987 et est projeté en compétition au 15e Festival international du film de Moscou en 1987, ainsi qu'aux festivals de Montréal, Valence, Tétouan, Digne, Istanbul et Nantes en 1987 et 1988.
Mervat Amin se marie à quatre reprises. Elle est brièvement mariée au guitariste égyptien Omar Khorshid et, après un divorce, épouse l’acteur égyptien Hussein Fahmy en 1974. Le mariage prend fin en 1986 par un divorce. Ils ont eu une fille ensemble.

## Filmographie (extrait)
- Nofouss haira (Âmes perdues) 1968
- Thalath Nesaa (Trois femmes) 1968
- Al-qadia 68 (Procès 68) 1968
- Abi Foq El Shagara (Mon père est perché sur l’arbre) 1969
- Asab Gawaz 1970
- Harebat Min Al Hob 1970
- Thartharah fawqa al-Nīl (Dérive sur le Nil) 1971
- Al Ghofran 1971
- El Hasnaa Wa al Les 1971
- Anf Wa Thalath Oyoun 1972
- Da'awa lil hayah 1972
- El Selem El Khalfy 1973
- El Banat Wel Mercedes 1973
- Shellet El Moraheqin 1973
- Abnaa El Samt 1974
- Nagm fi hayati 1974
- Agaieb ya zaman 1974
- Al Kaddab 1975
- Leqa ma al-madi 1975
- Daqqit qalb  1976
- Daerat Al-Enteqam  1976
- Al Baadh Yahthab Lil Maathoun Maratain 1978
- Al Maraa al okhra 1978
- Mukalama Ba'ad Montasaf Al Layl 1978
- Wa Thaleth-hom Al Shaytan 1978
- Leila La Tonsa 1978
- Orido 7oban We 7ananan 1978
- Ankethou Hathehi Al-Aela 1979
- La Tabki Ya Habeb Al Omr 1979
- Asefa Arfod El Talaq 1980
- Al Hob Wahdo La Yakfi 1980
- Le Chauffeur d'autobus 1982
- Waheda Bewaheda  1984
- Tazwir fi awrak rasmeya 1984
- Basamat fawk al maa 1985
- Enqaz Ma Yomken Enqazo 1985
- Awdat mowatin 1986
- Al Qetar 1986
- El Bondera 1986
- El Awbasha 1986
- Zawgat Ragol Mohim (La Femme d'un homme important) 1987
- Zawgat ragol mohim 1988
- Ayam El Ro'ab 1988
- Al Donia Ala Ganah Yamamh 1989
- Al Aragoz (Le Marionnettiste) 1989
- Hams El Gawary 1992
- Ahlam Saghira 1993
- Leh Ya Haram 1993
- Kart Ahmar 1994
- El Katl El laziz 1998
- El Farah 1999
- Ayyam El Sadat 2001
- Oula Sanawy 2001
- Morgan Ahmed Morgan 2008
- Hamati Bithibbeni 2014
- Cairo Time 2014
- No Trespassing or Cameras Allowed 2017